# ريد بيركنز (موسيقي)
ريد بيركنز (بالإنجليزية: Red Perkins)‏ هو موسيقي ومغني وكاتب أغاني أمريكي، ولد في 1920.

## روابط خارجية
- ريد بيركنز على موقع أول ميوزيك (الإنجليزية)